# Ходж, Шерома
Шерома Ходж (англ. Sheroma Hodge; род. 2 февраля 1985 года, Род-Таун, Британские Виргинские острова) — победительница конкурса «Мисс Британские Виргинские острова 2010», представила свою страну на конкурсе красоты «Мисс Вселенная 2011».

## Юность
Ходж училась в средней школе с 1997 по 2002 гг. и окончила Колледж Лэвити Стаутт в 2004 году по специальности Естественные науки, во время учебы она работала в отделе колледжа по связям с общественностью и проектировала веб-сайт колледжа.
Ходжа в настоящее время имеет степень бакалавра по специальности средства массовой информации и коммуникации, которую получила окончив Университет Вест-Индии в городе Мона, Ямайка.

## Мисс Британские Виргинские острова
Ходж имеет рост 175 см, она стала одной из 5 финалисток в конкурсе Мисс Британские Виргинские острова 2010, который состоялся в городе Род-Таун, 1 августа 2010 года, после победы в котором она получила шесть специальных наград, включая премии в конкурсах Лучший купальник,Лучшее вечернее платье,Лучший Интеллект.
Шерома Ходж был коронована предыдущей победительницей конкурса Жозефиной Нуньес, получив право представлять Британские Виргинские острова на конкурсе Мисс Вселенная, который пройдет в Сан-Паулу, Бразилия 12 сентября 2011.